# Seznam italských letadlových lodí

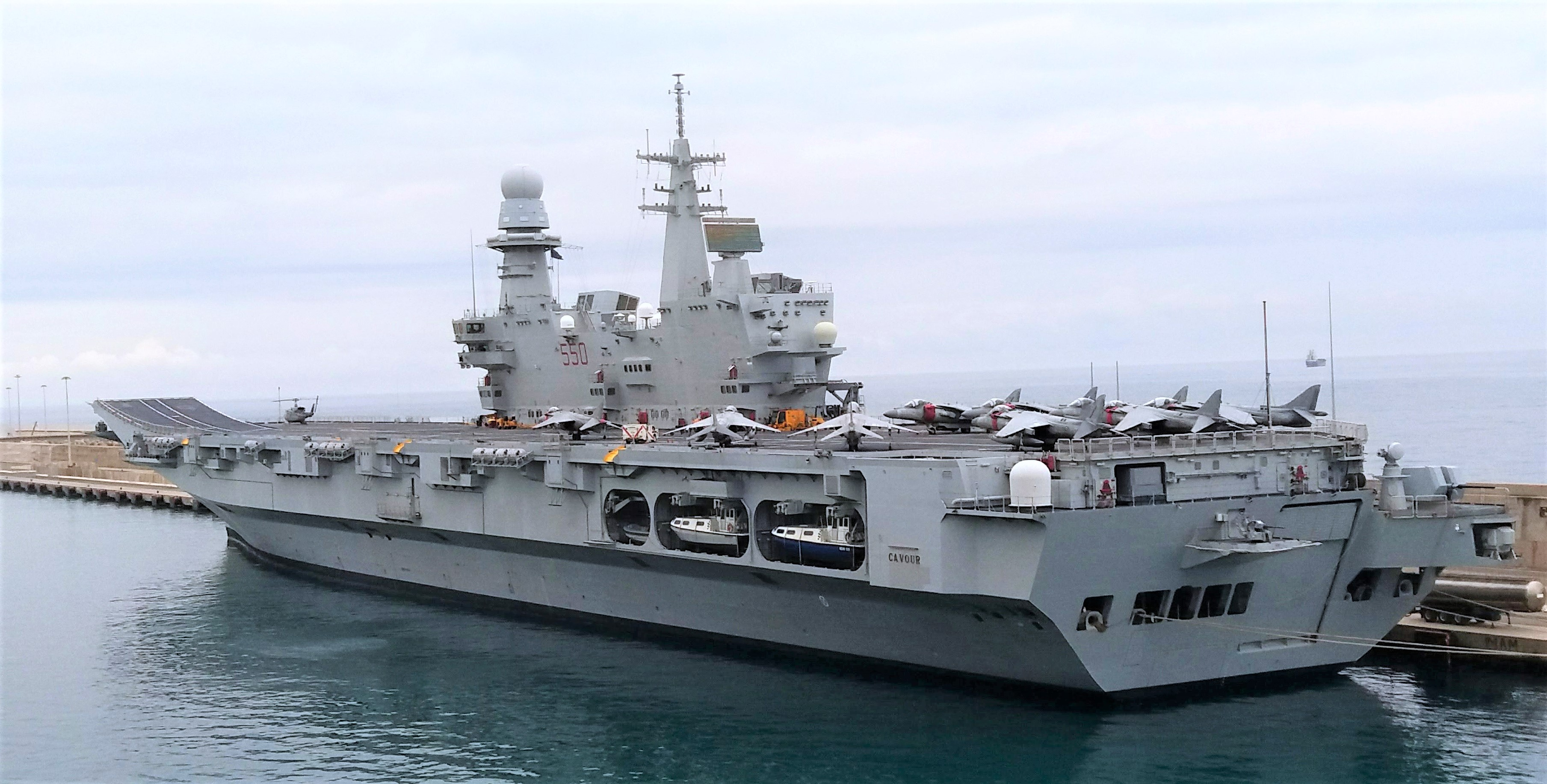
Cavour

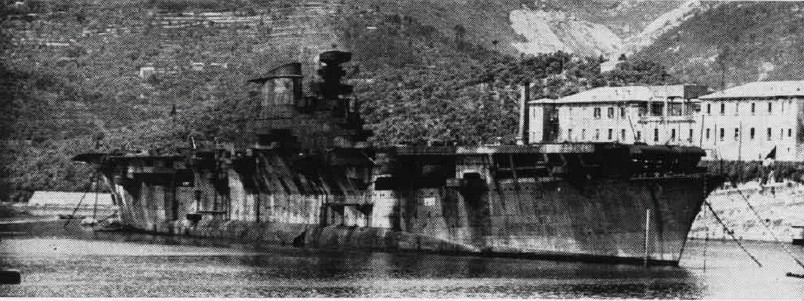
Aquila

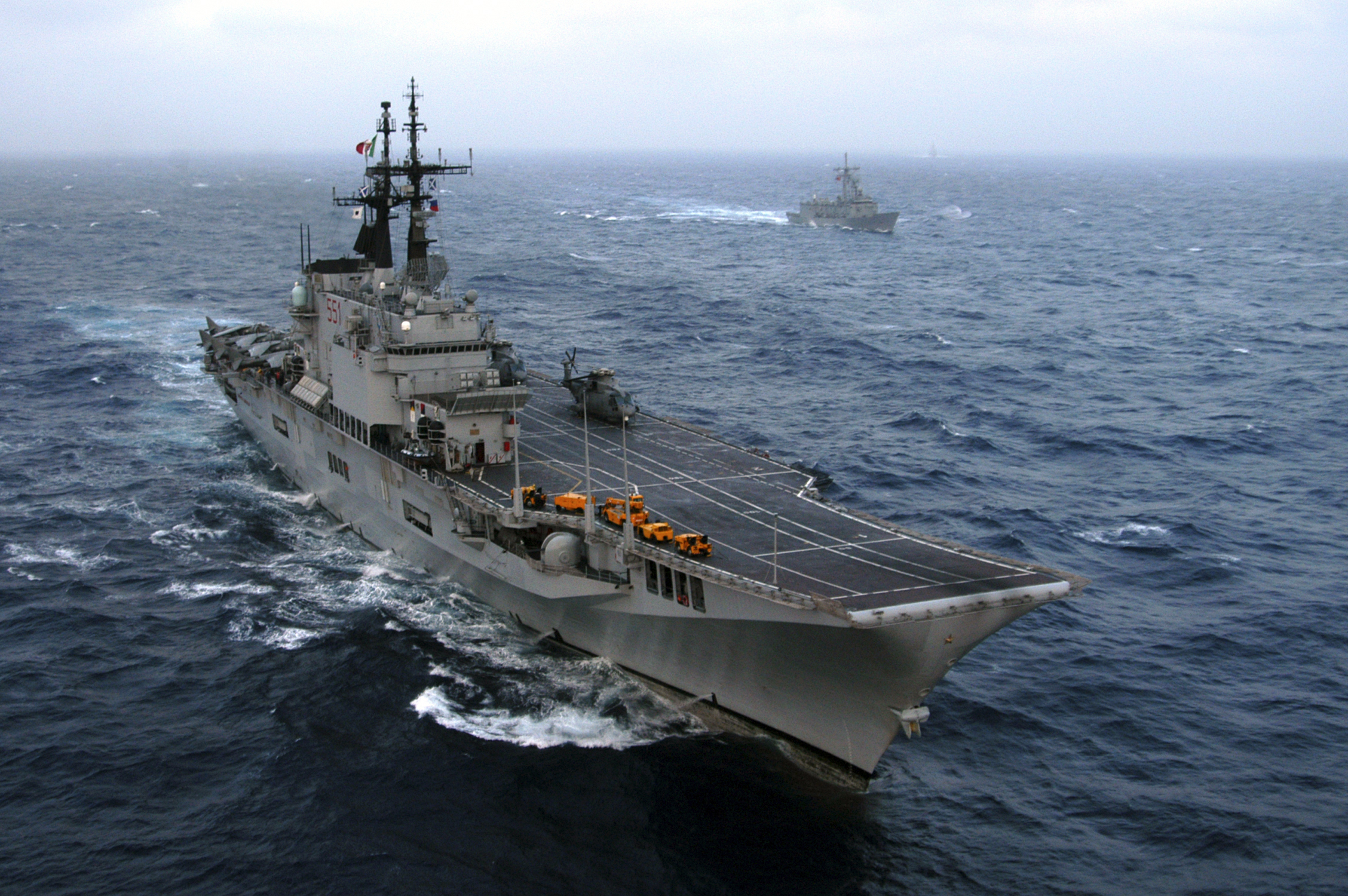
Giuseppe Garibaldi

Seznam italských letadlových lodí obsahuje všechny letadlové lodě Italského královského námořnictva a Italského námořnictva.

## Letadlové lodě
- Aquila - vyřazena
- Cavour (C550) - aktivní
- Sparviero - vyřazena

## Lehké letadlové lodě
- Giuseppe Garibaldi (C551) - vyřazena

## Vrtulníkové výsadkové lodě
- Trieste (L9890) - ve zkouškách

## Nosiče hydroplánů
- Giuseppe Miraglia - vyřazena
- Europa - vyřazena